# مايبو
مايبو (بالإسبانية: Maipú)‏ هي بلدية في تشيلي محافظة سانتياغو في إقليم سانتياغو متروبوليتان . 

- تأسست في 16 فبراير 1821 وهي موقع معركة مايبو (5 أبريل 1818) ، حيث تم تعزيز استقلال تشيلي ، السكان هم في الغالب جزء من المهنيين الشباب من الطبقة المتوسطة إلى العليا .

## التركيبة السكانية
وفقًا لتعداد عام 2002 للمعهد الوطني للإحصاء ، تمتد مايبو على مساحة 133 كم 2 (51 ميل مربع) ويبلغ عدد سكانها 479،911 نسمة (233000 رجل و 247000 امرأة). ومن بين هؤلاء ، يعيش 476.552 (99.3٪) في المناطق الحضرية و 3359 (0.7٪) في المناطق الريفية . نما عدد السكان بنسبة 82.6٪ (211،840 نسمة) بين تعداد 1992 و 2002.

### احصائيات
- متوسط الدخل السنوي للأسرة: 45664 دولارًا أمريكيًا ( تعادل القوة الشرائية ، 2006) [6]

السكان الذين يعيشون تحت خط الفقر: 9.1٪ (2006)
- مؤشر جودة الحياة الإقليمي: 76.67 ، متوسط مرتفع ، 21 من 52 (2005) .
- مؤشر التنمية البشرية : 0.782 ، 20 من 341 (2003) .